# مارتا نيتو
مارتا نيتو هي ممثلة إسبانية ولدت في 31 يناير 1982.